# (9087) Neff
(9087) Neff est un astéroïde de la ceinture principale.

## Description
(9087) Neff est un astéroïde de la ceinture principale. Il fut découvert le 29 septembre 1995 à l'observatoire Kleť par l'observatoire Kleť. Il présente une orbite caractérisée par un demi-grand axe de 2,28 UA, une excentricité de 0,17 et une inclinaison de 4,7° par rapport à l'écliptique.

## Compléments